# Gmina Bačka Palanka
Gmina Bačka Palanka (serb. Opština Bačka Palanka / Општина Бачка Паланка) – gmina w Serbii, w Wojwodinie, w Okręgu południowobackim. W 2018 roku liczyła 52 263 mieszkańców.